# 巴雷特島
巴雷特島（英語：Barrett Island），是南極洲的島嶼，位於埃爾斯沃思地，處於摩根灣入口處北部，長4公里，美國地質調查局根據測量和該國海軍的空中照片繪入地圖，現時由南極條約體系管理。